# Aneflomorpha fisheri
Aneflomorpha fisheri là một loài bọ cánh cứng trong họ Cerambycidae.